# Macroglossus minimus
Macroglossus minimus é uma espécie de morcego da família Pteropodidae. Pode ser encontrada no Vietnã, Camboja, Tailândia, Malásia, Singapura, Brunei, Indonésia, Filipinas, Timor-leste, Papua-Nova Guiné, Ilhas Salomão e Austrália.